# میتلانگلن
میتلانگلن (به آلمانی: Mittelangeln) یک شهر در آلمان است که در اشلسویگ-فلنسبورگ واقع شده‌است. میتلانگلن ۵٬۰۰۰ نفر جمعیت دارد.